# Psychoda laticaula
Psychoda laticaula és una espècie d'insecte dípter pertanyent a la família dels psicòdids que es troba al Brasil, Nicaragua i Costa Rica.